# Defenders of Ardania
Defenders of Ardania là một trò chơi video chiến lược thời gian thực và phòng thủ tháp hỗn hợp dành cho nền tảng Microsoft Windows, iOS, Xbox 360 và PlayStation 3. Trò chơi được Most Wanted Entertainment phát triển và được Deep Silver và Paradox Interactive xuất bản. Trò chơi phát hành cho nền tảng iOS vào ngày 6 tháng 12 năm 2011 và cho các nền tảng khác vào ngày 14 tháng 3 năm 2012. Phát hành cho nền tảng iOS của trò chơi nhận được nhiều đánh giá có phần tích cực và tiêu cực từ các nhà phê bình. Phát hành tiếp theo của trò chơi cho nền tảng PC, Xbox 360 và PlayStation 3 ít được đón nhận tích cực hơn.

## Lối chơi

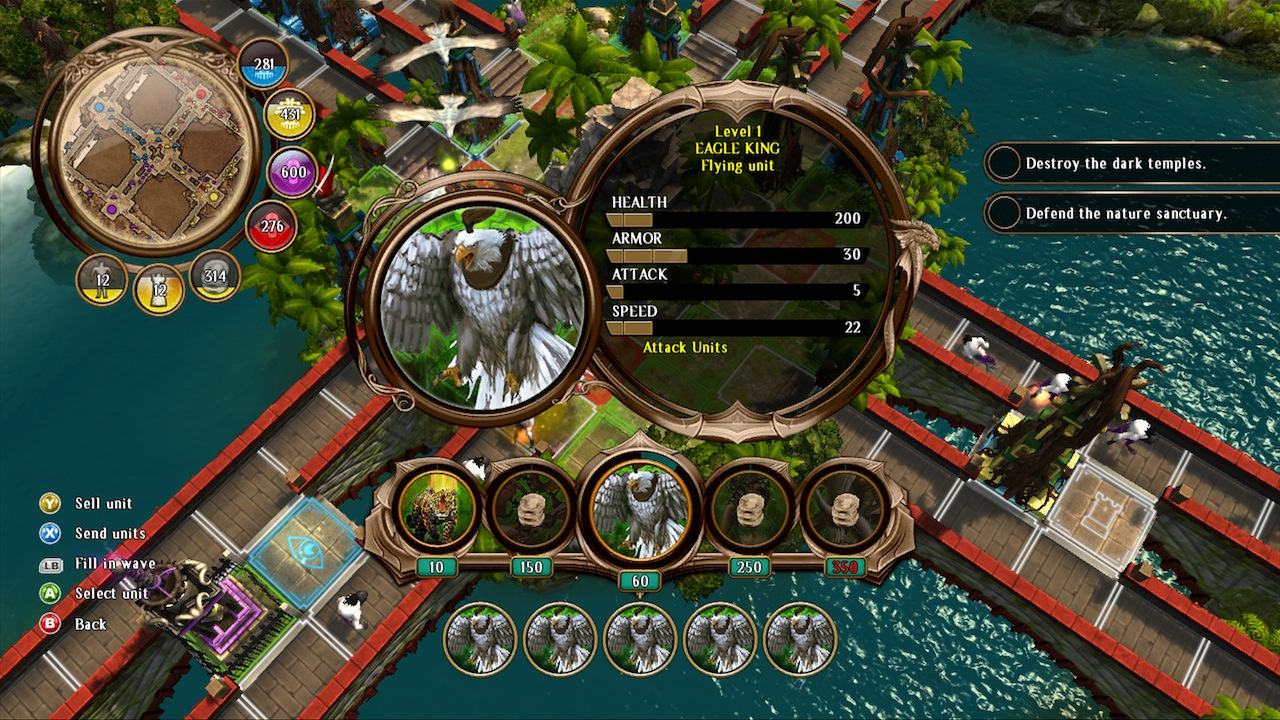
Defenders of Ardania bao gồm các đơn vị trên bộ và trên không.

Defenders of Ardania là một game phòng thủ tháp có các yếu tố tiến công chiến lược thời gian thực. Như bao trò chơi phòng thủ tháp khác, người chơi phải bảo vệ căn cứ bằng cách xây dựng nhiều loại đơn vị tháp tĩnh để bắn vào những kẻ địch do đối thủ máy tính sản sinh ra. Tuy nhiên, trong Defenders of Ardania, người chơi cũng phải tự sản sinh lính cho phe mình. Giống như lính của đối thủ, lính của người chơi cũng di chuyển dọc theo một con đường cố định về phía căn cứ của đối thủ và người chơi không thể trực tiếp điều động. Người chơi giành được chiến thắng nếu các đơn vị do người chơi sản sinh vượt qua được các tháp của đối thủ và phá hủy căn cứ của đối thủ trước khi các đơn vị của đối thủ vượt qua được các tháp của người chơi và phá hủy căn cứ của người chơi.
Game có chế độ chiến dịch với 18 màn, thử thách người chơi điều khiển các đơn vị bộ binh và không quân gồm con người, tinh linh, và người lùn chống lại các đơn vị xác sống do đối thủ máy tính điều khiển. Ngoài ra còn có chế độ nhiều người chơi cho phép tối đa bốn người, bao gồm chế độ tự do cho tất cả (free to all) hoặc chế độ mỗi đội hai người đối đầu nhau (two versus two format). Trong chế độ nhiều người chơi, người chơi có thể lựa chọn một trong ba phe để chơi: phe con người trong chế độ chiến dịch chơi đơn, phe động vật và phe xác sống.

## Đón nhận
Defenders of Ardania đã nhận được nhiều đánh giá vừa tích cực, vừa tiêu cực ở phiên bản iOS nhưng không được đánh giá cao ở phiên bản PC, Xbox360, và PlayStation 3.
Ở phiên bản iOS, 148Apps chấm cho sản phẩm 4,5 trên năm sao, khen ngợi hiệu ứng hình ảnh và mức độ tỉ mỉ của trò chơi, và chỉ thể hiện sự không hài lòng với phần hướng dẫn trong game. Reviewer iOS Eric Ford của TouchArcade chấm cho Defenders of Ardania bốn trên năm sao, khen ngợi hiệu ứng hình ảnh là "đẹp" và "bóng bẩy" và nói rằng sản phẩm "là là một sự tô điểm tuyệt vời cho thể loại phòng thủ tháp và là một game mà bất kỳ người hâm mộ nào cũng phải thử". Tuy nhiên, Ford chỉ trích hướng dẫn của game, mong muốn nó là một nhiệm vụ hướng dẫn hơn là các màn hình hướng dẫn. Mat Jones của The Average Gamer đánh giá sản phẩm cực kì tiêu cực, nói rằng trò chơi không có tính thử thách và các khái niệm của game như khả năng tấn công nhiều căn cứ trong một cấp độ, và việc người chơi sẽ thay đổi đơn vị mà họ muốn chọn như thế nào đã không bao giờ được giải thích. Jones kết luận đánh giá bằng nhận xét rằng "Defenders of Ardania không phải là một sản phẩm chất lượng và bạn không nên tốn tiền cho nó."

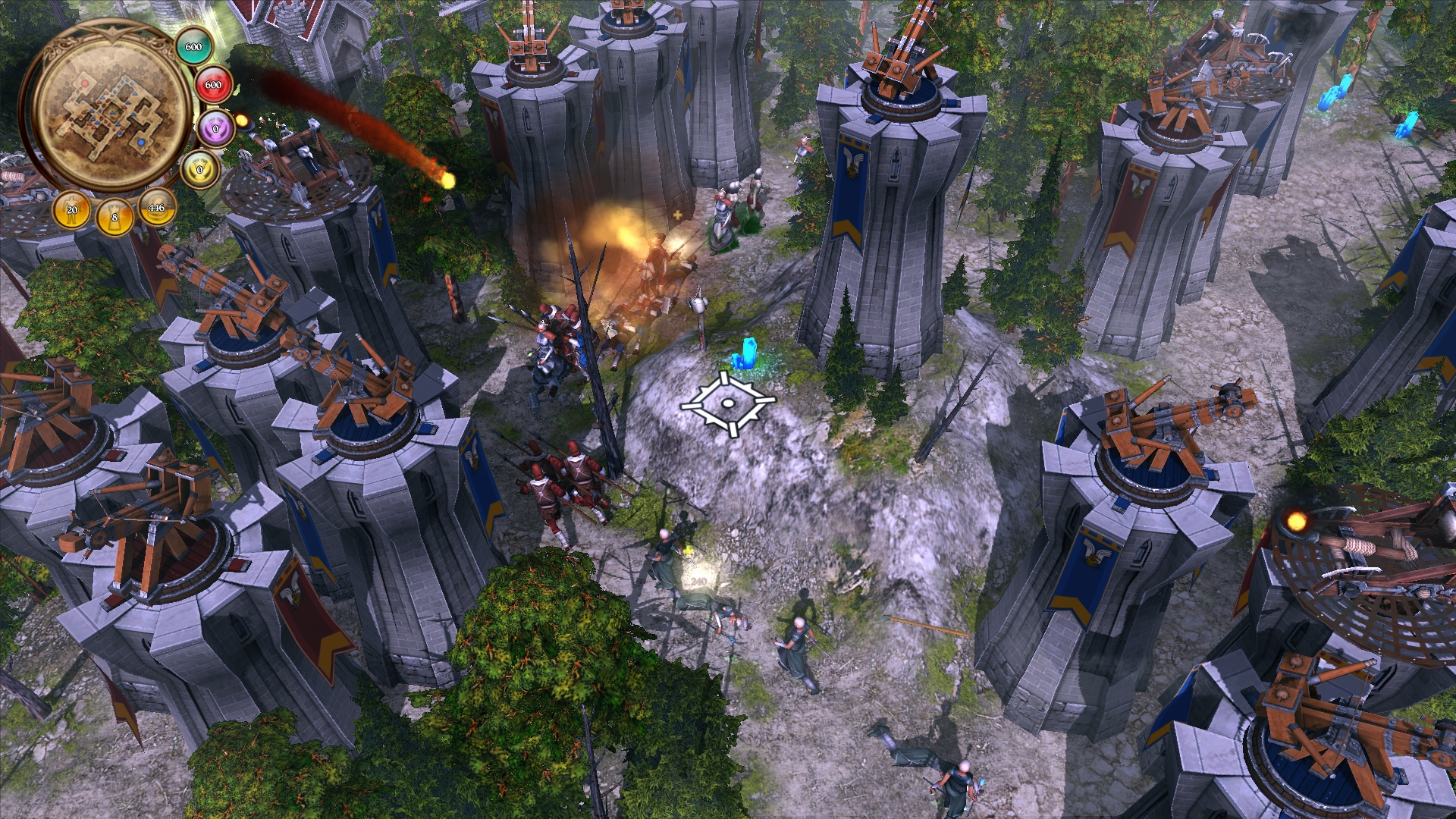
Các nhà phê bình đã không thích việc các đơn vị từ các phe đối thủ đi ngang qua nhau mà không giao chiến.

Các đánh giá các trên hệ thống khác đa phần là ít tích cực hơn. Các nhà phê bình khen ngợi ý tưởng của game nhưng cũng tìm ra nhiều lỗi thực hiện chương trình. Nhiều nhà phê bình không thích việc lính do người chơi sản sinh chỉ đơn giản là đi ngang qua đối thủ mà không có sự giao chiến nào từ cả hai bên. Dòng chảy của trò chơi cũng bị các nhà phê bình chỉ trích nặng nề. Peter Eykemans của IGN nói rằng "Ngay cả khi tăng tốc độ game lên gấp đôi thì nhịp độ trò chơi vẫn gây khó chịu. Nó khiến cho những trận chiến hai người đơn lẻ trở thành một trường ca dài lê thê của những hành động giống nhau lặp đi lặp lại". Ray Carsillo của tạp chí Electronic Gaming Monthly phàn nàn về việc "các trận chiến kéo dài trên cả những cài đặt mức độ dễ nhất như thể bạn cố ép buộc bản thân để vượt qua sự bế tắc ảo". Bên cạnh khen ngợi hiệu ứng hình ảnh thì các nhà phê bình cũng cảm thấy chúng gây trở ngại cho người chơi biết những gì đang diễn ra trong game. Quan điểm về người dẫn chuyện của trò chơi có sự đa dạng. Henry Winchester của PC Gamer đã khen ngợi giọng thuyết minh, gọi nó là "một giọng thuyết minh lèm bèm dễ chịu của người say rượu, nghe như thể là Dalek đang giả giọng Sean Connery vậy". Carsillo của Electronic Gaming Monthly tỏ ra ít tử tế hơn khi nói rằng "người dẫn chuyện kiêm cố vấn trưởng của bạn nghe như thể là một kẻ giả danh Sean Connery tồi tệ và ông ấy (tức người dẫn chuyện) có thể là người lồng tiếng "giỏi nhất" mà bạn sẽ gặp [trong trò chơi]". GamesRadar thể hiện giọng điệu trung lập hơn, nói rằng "Hộp thoại trước và sau trận chiến hoàn toàn được lồng tiếng bởi những người chỉ là diễn viên về mặt "kỹ thuật", nhưng nó hoàn toàn có thể ăn đứt văn bản tĩnh, và mang lại một chút hương vị cho thế giới [game]." Chế độ nhiều người chơi cũng nhận được nhiều đánh giá khác nhau. Eykemans của IGN ám chỉ rằng chế độ nhiều người chơi đã làm trầm trọng thêm vấn đề độ dài và dòng chảy của trò chơi xuất hiện trong chế độ chơi đơn, trong khi Matt Hughes của GameRadar đã gọi chế độ nhiều người chơi là "tài sản lớn nhất" của sản phẩm, nhận định rằng "chơi với người thật chắc chắn  sẽ kích thích hơn và hạn chế được tình trạng bòn rút rẻ tiền [của nhà sản xuất] trong chế độ chiến dịch."